# ヒューストン・ダイナモFC
ヒューストン・ダイナモFC（英語: Houston Dynamo FC）は、アメリカ合衆国の南部、テキサス州の都市ヒューストンにホームを置くサッカークラブである。メジャーリーグサッカー所属。

## 概要
ヒューストン・ダイナモは2006年シーズンからメジャーリーグサッカーに登場する、新クラブである。
2011年シーズンまではヒューストン大学キャンパス内にあるロバートソン・スタジアムをホームスタジアムとしていたが、2012年にサッカー専用スタジアムのBBVAコンパス・スタジアムが新設され、同シーズンより本拠地として使用している。
サンノゼからヒューストンに移転した理由の一つとして、サンノゼでは手に入らなかったサッカー専用スタジアムが、ヒューストンでは手に入ると言う思惑があったためでもある。

### 名称
Dynamoという名称が決定されるまでは、かなりの紆余曲折があった。
クラブは名称の決定に当たって、オンラインでの公募を行った。この時に候補となった名称は、Apollos（アポロス）、 Bulls（ブルス）、 Eagles（イーグルス）、 Gatos（ガトス）、 Lonestars、Stallions、Toros（トロス）、 Americans（アメリカンズ）、Buffalos（バファロース）、Generals（ジェネラルス）、Houston 1836（ヒューストン1836）、Mustangs（ムスタングス）、Star（スター）等があった。ApollosやEaglesはアポロ計画にちなんだものである。（ヒューストンにはアメリカ航空宇宙局の有人宇宙船の管理センタージョンソン宇宙センターがある。イーグルはアポロ11号の月着陸船）
2006年1月には、上記候補の中から、テキサス独立戦争の英雄、サム・ヒューストンの名前から「ヒューストン」と言う市名が与えられた1836年にちなむ「ヒューストン1836」（Houston 1836）と言う名称が決定した。
ところが、この名称はヒューストンのメキシコ系移民のコミュニティから猛反発を受ける事になった。テキサスは元々メキシコ領であったが、1830年代になってテキサスに移住したアメリカ系移民が、メキシコからの分離、将来的なアメリカ合衆国への編入をめざして独立戦争を引き起こした。このテキサスの独立戦争は合衆国政府の本格的な介入を引き起こし米墨戦争の発端となった。この戦争の結果メキシコはテキサスだけでなくカリフォルニアも喪失する事になった。当にメキシコにとっては負の遺産になるわけであるが、メキシコ系移民のコミュニティはこうした歴史的経緯から「ヒューストン1836」と言う名称に対して猛反発を起こしたのである。
ここで注意すべき点は2つある。まず、メキシコ系移民がテキサスにおいて政治的な発言力を強めている事。もう1つは、クラブ・デポルティボ・チーヴァス・USAのようにアメリカではサッカーのマーケットが従来の文化からはまだまだ注目され得る存在になれていないのに対して、ヒスパニック系はアメリカ合衆国のサッカーにとって重要なマーケットになっている事である。
これらの経緯から「ヒューストン1836」と言うクラブ名は断念され、代わって「ヒューストン・ダイナモ」と言う名称が決定された。Dynamoという名称は旧社会主義国の元秘密警察系サッカークラブと捉えられるが、テキサスにおけるエネルギー産業にちなんだ名称であり、1984年のUnited Soccer League (USL)、そして1987年から1991年までLone Star Soccer Alliance (LSSA)に所属していたプロ・クラブヒューストン・ダイナモス (Houston Dynamos)にも由来する。

## 歴史
ヒューストン・ダイナモは2005年シーズンまで同じメジャーリーグサッカーに参加していたサンノゼ・アースクエイクスに代わって、ホームをサンノゼからヒューストンに移して発足したクラブである。スタッフ、選手はサンノゼ・アースクエイクスから引き継いでいるが、名称、ロゴ、歴史、サンノゼ時代の経歴は継承しておらず、全く新しいクラブとして扱われている。
2006年シーズンはヒューストン・ダイナモにとって最初のシーズンであったが、ウェスタンカンファレンス2位でプレーオフに進出し、MLSカップでシーズン優勝を飾った。
2007年シーズンも、ヒューストン・ダイナモはMLSカップを制し、MLS史上2チーム目となる連覇を達成した。
2014年より女子チームであるヒューストン・ダッシュを結成。

## タイトル

### 国内タイトル
- MLSカップ：2回
  - 2006、2007
- USオープンカップ：2回
  - 2018、2023

## 過去の成績
| 年   | 試 | 勝 | 分 | 敗 | 得 | 失 | 点 | レギュラー | 全体 | プレーオフ   | オープンカップ |
| ---- | -- | -- | -- | -- | -- | -- | -- | ---------- | ---- | ------------ | -------------- |
| 2006 | 32 | 11 | 8  | 13 | 44 | 40 | 46 | 西2位      | 5位  | 優勝         | 準決勝敗退     |
| 2007 | 30 | 15 | 8  | 7  | 43 | 23 | 52 | 西2位      | 3位  | 優勝         | ベスト16       |
| 2008 | 30 | 13 | 5  | 12 | 45 | 32 | 51 | 西1位      | 2位  | C-準決勝敗退 | ベスト16       |
| 2009 | 30 | 13 | 8  | 9  | 39 | 29 | 48 | 西2位      | 3位  | C-準優勝     | 準決勝敗退     |
| 2010 | 30 | 9  | 15 | 6  | 40 | 49 | 33 | 西7位      | 12位 | ─            | 準々決勝敗退   |
| 2011 | 34 | 12 | 9  | 13 | 45 | 41 | 49 | 東2位      | 6位  | 準優勝       | ─              |
| 2012 | 34 | 14 | 9  | 11 | 48 | 41 | 53 | 東5位      | 9位  | 準優勝       | ベスト32       |
| 2013 | 34 | 14 | 11 | 9  | 41 | 41 | 51 | 東4位      | 9位  | C-準優勝     | 4回戦敗退      |
| 2014 | 34 | 11 | 17 | 6  | 39 | 58 | 39 | 東8位      | 14位 | ─            | 5回戦敗退      |
| 2015 | 34 | 11 | 14 | 9  | 42 | 49 | 42 | 西8位      | 15位 | ─            | 準々決勝敗退   |
| 2016 | 34 | 7  | 14 | 13 | 39 | 45 | 34 | 西10位     | 19位 | ─            | 準々決勝敗退   |
| 2017 | 34 | 13 | 10 | 11 | 57 | 45 | 50 | 西4位      | 10位 | C-準優勝     | 5回戦敗退      |
| 2018 | 34 | 10 | 16 | 8  | 58 | 58 | 38 | 西9位      | 18位 | ─            | 優勝           |
| 2019 | 34 | 12 | 18 | 4  | 45 | 57 | 40 | 西10位     | 19位 | ─            | ベスト16       |
| 2020 | 23 | 4  | 9  | 10 | 30 | 40 | 21 | 西12位     | 25位 | -            | -              |
| 2021 | 34 | 6  | 12 | 16 | 36 | 54 | 30 | 西13位     | 25位 | -            | -              |
| 2022 | 34 | 10 | 6  | 18 | 43 | 56 | 36 | 西13位     | 25位 | -            | ベスト16       |

## 平均観客動員
| 年   | レギュラーシーズン | プレーオフ |
| ---- | ------------------ | ---------- |
| 2006 | 18,935             | 20,274     |
| 2007 | 15,883             | 30,530     |
| 2008 | 16,939             | 30,053     |
| 2009 | 17,047             | 27,465     |
| 2010 | 17,310             | ─          |
| 2011 | 17,694             | 24,749     |
| 2012 | 20,985             | 21,395     |
| 2013 | 19,923             | 21,395     |
| 2014 | 20,117             | ─          |
| 2015 | 20,618             | ─          |
| 2016 | 19,597             | ─          |
| 2017 | 17,500             |            |
| 2018 | 16,906             | ─          |
| 2019 | 15,674             | ─          |
| 2020 |                    |            |

## 現所属メンバー
2021年8月8日現在
注：選手の国籍表記はFIFAの定めた代表資格ルールに基づく。
| No. | Pos. |                | 選手名                       |
| --- | ---- | -------------- | ---------------------------- |
| 1   | GK   | クロアチア     | マルコ・マリッチ             |
| 2   | DF   | ベネズエラ     | アレハンドロ・フエンマヨール |
| 3   | DF   | スウェーデン   | アダム・ランドクヴィスト     |
| 4   | DF   | アメリカ合衆国 | ザレク・ヴァレンティン       |
| 5   | DF   | スロベニア     | アリャジュ・ストゥルナ       |
| 7   | FW   | ホンジュラス   | アルベルト・エリス           |
| 8   | MF   | アメリカ合衆国 | メモ・ロドリゲス             |
| 9   | FW   | コロンビア     | マウロ・マノタス             |
| 10  | MF   | アルゼンチン   | トマス・マルティネス         |
| 11  | MF   | アメリカ合衆国 | トミー・マクナマラ           |
| 12  | FW   | デンマーク     | ニコ・ハンセン               |
| 13  | FW   | アメリカ合衆国 | クリスチャン・ラミレス       |
| 14  | MF   | アメリカ合衆国 | マルセロ・パロミノ           |
| 15  | DF   | ホンジュラス   | マイノル・フィゲロア         |

| No. | Pos. |                  | 選手名                       |
| --- | ---- | ---------------- | ---------------------------- |
| 18  | DF   | チリ             | ホセ・ビサマ                 |
| 19  | FW   | ベリーズ         | マイケル・サラザール         |
| 22  | MF   | アルゼンチン     | マティアス・ベラ             |
| 23  | FW   | コロンビア       | ダルウィン・キンテロ         |
| 24  | MF   | エルサルバドル   | ダルウィン・セレン           |
| 26  | GK   | アメリカ合衆国   | マイケル・ネルソン           |
| 27  | MF   | ホンジュラス     | オスカル・ボニエク・ガルシア |
| 28  | DF   | スウェーデン     | エリック・マッキュー         |
| 29  | DF   | アメリカ合衆国   | サム・ジュンカ               |
| 32  | DF   | ニュージーランド | カイル・アダムス             |
| 36  | DF   | アルゼンチン     | ビクトル・カブレラ           |
| 55  | GK   | アメリカ合衆国   | コーディ・クロッパー         |
| --  | MF   | パナマ           | アダルベルト・カラスキージャ |

監督
- タブ・ラモス

### ローン移籍
in
注：選手の国籍表記はFIFAの定めた代表資格ルールに基づく。
| No. | Pos. |        | 選手名                                      |
| --- | ---- | ------ | ------------------------------------------- |
| --  | MF   | パナマ | アダルベルト・カラスキージャ (FCカルタヘナ) |

| No. | Pos. |  | 選手名 |
| --- | ---- |  | ------ |

out
注：選手の国籍表記はFIFAの定めた代表資格ルールに基づく。
| No. | Pos. |  | 選手名 |
| --- | ---- |  | ------ |

### 加入内定選手
注：選手の国籍表記はFIFAの定めた代表資格ルールに基づく。
| No. | Pos. |          | 選手名                                        |
| --- | ---- | -------- | --------------------------------------------- |
| --  | DF   | メキシコ | エクトル・エレーラ (アトレティコ・マドリード) |

## 歴代監督
- ドミニク・キニア 2006-2014
- オーウェン・コイル 2015-2016
- ウェイド・バレット 2016
- ウィルマル・カブレラ 2017-2019
- デイヴィー・アルノー 2019
- タブ・ラモス 2020-

## 歴代選手

### DF
- ジェフ・キャメロン 2008-2012
- ダマルカス・ビーズリー 2014-2019

### MF
- クリス・ウォンドロウスキ 2006-2009
- スチュアート・ホールデン 2006-2009
- ドウェイン・デ・ロサリオ 2006-2008
- リカルド・クラーク 2006-2009, 2012-2017
- オスカル・ボニエク・ガルシア 2012-
- クリスティアン・マイダナ 2016

### FW
- ブライアン・チン 2006-2013
- ブラッド・デイヴィス 2006-2015
- ジレス・バーンズ 2012-2016
- エリック・トーレス 2015-2017
- マウロ・マノタス 2015-
- ビセンテ・サンチェス 2017